# Дървен строителен материал
Дървен строителен материал или „Строителна дървесина“ (наречена също така строителна конструкционна дървесина) е дърво, обработено под формата на различни изделия като греди, плочи, панели и други, което се използва за изграждане на сгради или създаване на други строителни обекти. В зависимост от формата и степента на преработка има различни видове като масивно дърво, лепени дървени материали и индустриална дървесина (композитна дървесина).

## Свойства
Дървото е подходящо за използване в строителството поради редица причини като например ниската относителна плътност на дървото, високата коравина на материала, лесната обработваемост и устойчивост на външни условия при подходяща химическа обработка и др.
Различни видове дървен материал са подходящи за използване в строителството:
- иглолистни материали от дървесни видове като: смърч, ела, бял бор, лиственица и др.
- широколистни материали от дървесни видове като: дъб, бук, тик и др.